# Пост, Эмиль Леон
Эмиль Леон Пост (англ. Post Emil Leon, 11 февраля 1897, Августов, Царство Польское, Российская империя) — 21 апреля 1954, Нью-Йорк, США) — американский математик и логик; один из основателей многозначной логики (1921); основные труды по математической логике: алгебра Поста, классы Поста функций алгебры логики; предложил абстрактную вычислительную машину — машину Поста.

## Биография
Эмиль Леон Пост родился в ортодоксальной еврейской семье, проживавшей недалеко от Белостока. В 1897 году его отец Арнольд эмигрировал в Соединённые Штаты. Когда у отца наладились дела, семья (семилетний Эмиль, его две сестры и мать) тоже переехала из России в Нью-Йорк. Семья жила в комфортабельном доме в Гарлеме.
В детском возрасте Эмиль увлекался астрономией, однако несчастный случай перечеркнул планы парня — в 12-летнем возрасте он потерял левую руку. Перед окончанием школы Эмиль подал запрос в несколько обсерваторий — не помешает ли его недостаток профессии астронома. Полученные ответы удержали его от реализации детских амбиций, и Эмиль занялся математикой.
В 1921 году Эмиль Пост защитил докторскую диссертацию в области математики в Колумбийском университете. В диссертации он изложил метод оценки пропозициональных формул с помощью таблиц истинности. В ней впервые получен ряд фундаментальных результатов в металогике для классической логики высказываний: непротиворечивость, дедуктивная полнота, развязность, функциональная полнота. В этой работе впервые построена многозначная логика с более чем 3 истинными значениями и с произвольным количеством выделенных значений. Здесь же установлено, что множество замкнутых классов в классической логике счётное.
1920—1921 учебный год Пост провёл на постдокторских студиях в Принстонском университете. Именно здесь у него случился первый приступ маниакально-депрессивного психоза. Эта болезнь сопровождала Поста в течение всей его жизни. Он достаточно восстановился после этого первого приступа и получил должность преподавателя в Корнеллском университете, однако второй приступ заставил его прекратить преподавание в Университете. В 20-х годах Эмиль Пост зарабатывал на жизнь, преподавая математику в George Washington High School в Нью-Йорке. Со своим врачом Пост разработал режим, который был назначен с целью исключить посторонние возбуждения, которые вели к приступам психоза. Режим позволял Посту заниматься наукой и исследованиями всего 3 часа в день.
Несмотря на такой режим и большую учебную нагрузку (16 часов в неделю) Пост смог в этот период опубликовать свои влиятельные труды. Его брак с Гертрудой Сингер в 1929 несомненно поспособствовал стабильности его жизни. Жена ассистировала Эмилю, печатая его статьи и письма, а также занималась ежедневными финансами семьи.
В 1932 году Эмиль Пост получил должность на факультете математики Городского колледжа Нью-Йорка. Проработав месяц, он оставил должность, однако вернулся в 1935 году и оставался на посту до самой смерти в 1954 году от сердечного приступа во время электрошока.
Эмиль Пост входит в четвёрку великих учёных, которые практически одновременно осознали возможность уточнения общего представления об алгоритме. В 1943 Постом было впервые предложено общее понятие вычисления, которое имеет фундаментальное значение для доказательства неразрешимости ряда проблем математики. В 1944 публикуется, пожалуй, самая влиятельная работа Поста, где в первоначальном виде излагается теория степеней неразрешимости, а в 1947 впервые в истории математики (независимо от А. Маркова) был приведён пример «внутриматематической» неразрешимой массовой алгоритмической проблемы, а именно проблемы А. Туэ (проблема равенства для полугрупп). Пост считал — и писал об этом Курту Геделю, — что за 15 лет до революционных гёделевских работ о неполноте, у него уже имелись эти теоремы, хотя и не в такой завершённой форме.

### Дальнейшее чтение
- Davis, Martin (1993). The Undecidable (Ed.), pp. 288—406. Dover. ISBN 0-486-43228-9. Reprints several papers by Post.
- Davis, Martin (1994). «Emil L. Post: His Life and Work» in Davis, M., ed., Solvability, Provability, Definability: The Collected Works of Emil L. Post. Birkhäuser: xi—xxviii. A biographical essay.